# Reimersholme

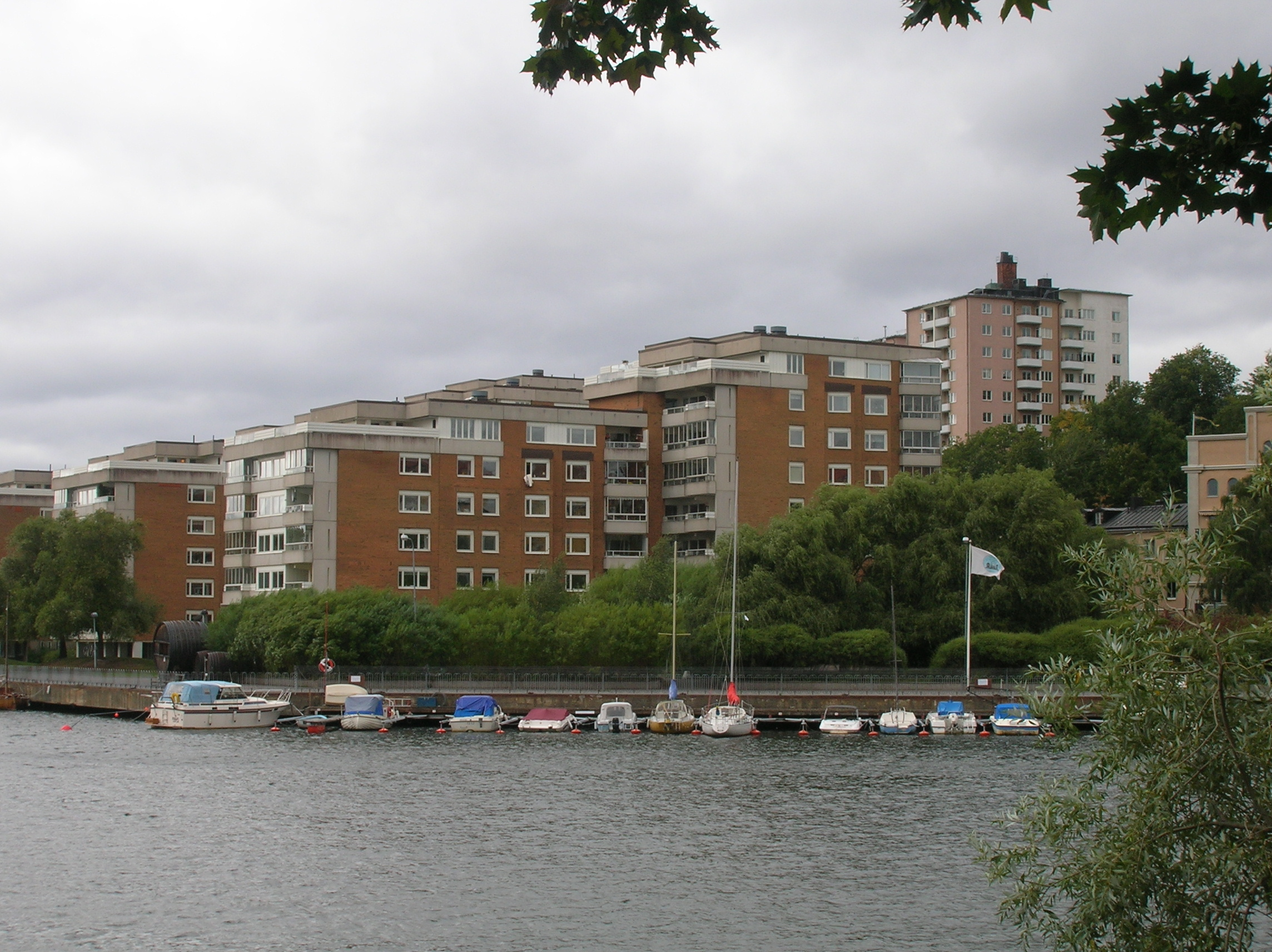
Reimersholme

Reimersholme – mała wyspa a zarazem dzielnica w centralnym Sztokholmie, położona na zachód od Södermalmu i na południe od Långholmen. W roku 2008 zamieszkiwało ją (łącznie z Långholmen) 2357 osób. Powierzchnia wyspy to 16 ha. Połączona jest mostem z Södermalmem. Do 1798 roku wyspa nazywana była Räkneholmen. Teren wyspy włączono do Sztokholmu w 1913 roku. Aktualnie znajduje się w granicach administracyjnych dzielnicy Södermalm.
Pierwsze domy na Reimersholme wybudowane zostały w latach 80. XIX wieku. W latach 60. XIX wieku założono fabrykę materiałów wełnianych Stockholms Yllefabrik, w której pracowali więźniowe z Långholmen. Po zamknięciu fabryki w 1936 roku jej tereny (północnowschodnia część wyspy) zostały wykupione przez spółdzielnię mieszkaniową HSB i zabudowane budynkami mieszkalnymi. W latach 80. XX wieku budynki mieszkalne zostały zbudowane również na pozostałej części wyspy, należącej wcześniej do fabryki napojów alkoholowych Reymersholms Spritförädlings AB.